# Emil Balayev
Emil Nazim oğlu Balayev (russisch Эмиль Назим оглы Балаев Emil Nasim ogly Balajew; * 17. April 1994 in Wolgograd, Russland) ist ein aserbaidschanisch-russischer Fußballspieler. Der aserbaidschanische Nationaltorhüter steht bei Neftçi Baku unter Vertrag.

## Karriere

### Vereine
Balayev rückte bei Neftçi Baku zur Spielzeit 2011/12 in den Kader der ersten Mannschaft auf. Nach einer Leihe zum Sumqayıt PFK in der Saison 2011/12, bei dem er ohne Einsatz blieb, kam er nach seiner Rückkehr am 25. September 2012 bei einer 2:3-Niederlage gegen Sumqayıt PFK zu seinem Debüt in der Premyer Liqası. Wie schon im Vorjahr gewann er mit der Mannschaft am Saisonende die Meisterschaft. In der Saison 2013/14 wurde er an den Ligakonkurrenten FK Mil-Muğan verliehen, kam jedoch nicht zum Einsatz. Zurück in Baku absolvierte Balayev in der Hinrunde der Spielzeit 2014/15 neun Spiele.
Zur Rückrunde der Saison 2014/15 wechselte Balayev zu Eintracht Frankfurt in die deutsche Bundesliga. Sein Vertrag lief bis zum 30. Juni 2016 und wurde anschließend nicht verlängert; der Torwart blieb ohne Pflichtspieleinsatz für die Frankfurter. Anfang Oktober 2016 kehrte Balayev nach Aserbaidschan zurück und schloss sich Qarabağ Ağdam an. Im Januar 2017 folgte ein Wechsel zum Səbail FK. Ab Januar 2019 spielte Balayev ein Jahr für Tobyl Qostanai. Am Jahresende wurde er als Aserbaidschanischer Fußballer des Jahres ausgezeichnet. Im März 2020 schloss sich Balayev für drei Monate dem Zirə FK an, anschließend kehrte er zu Qarabağ Ağdam zurück. Dort spielte er zwei Jahre und ging dann weiter zum kasachischen Erstligisten FK Turan. Anschließend kehrte er zum Səbail FK und 2023 zu Neftçi Baku zurück.

### Nationalmannschaft
Balayev kam von 2011 bis 2015 viermal für die aserbaidschanische U21-Auswahl zum Einsatz. Am 25. März 2019 debütierte er beim 0:0 im Freundschaftsspiel gegen Litauen in der A-Nationalmannschaft.

## Erfolge
Neftçi Baku
- Aserbaidschanischer Meister: 2012 (ohne Einsatz), 2013

Persönliche Auszeichnungen
- Aserbaidschanischer Fußballer des Jahres: 2019